# Oryzias profundicola
Oryzias profundicola é uma espécie de peixe da família Adrianichthyidae.
É endémica da Indonésia.